# Antonio I. Acciaiuoli

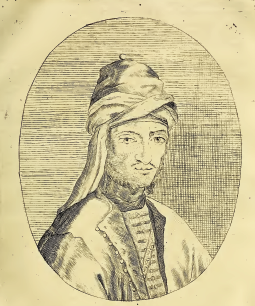
Antonio I Acciaioli, Phantasiebild von 1707

Antonio I. Acciaiuoli (* um 1370; † 1435) stammte aus der bedeutenden florentinischen Familie der Acciaiuoli. Er war als illegitimer Sohn des Nerio I. Acciaiuoli und seiner Geliebten Maria Rendi zweiter Herzog von Athen.

## Leben
Antonio Acciaiuolis Vater Nerio Acciaiuoli eroberte am 2. Mai 1388 Athen und erhielt von König Ladislaus von Neapel den erblichen Titel eines Herzogs von Athen. Nach dessen Tod war Antonio mit seiner Halbschwester Francesca Acciaiuoli kurzzeitig amtierender Regent, bis einer der Neffen Nerios in Athen eintreffen sollte, um die Herrschaft zu übernehmen. Aber 1396 belagerten die Türken die Stadt und der Kommandant der Akropolis rief Venedig als Schutzmacht herbei, worauf die Seerepublik die Macht in Athen übernahm.
Die instabilen Verhältnisse in Griechenland nutzte Antonio 1402 aus und besetzte mit einem Söldnerheer die Unterstadt von Athen. Der venezianische Statthalter von Euböa rückte mit einem 6.000 Mann starken Entsatzheer heran, den Antonio aber schlagen und gefangen nehmen konnte. Nach siebzehn weiteren Monaten Belagerung ergab sich ihm die Akropolis. Neben dem Papst und König Ladislaus von Neapel konnte er vor allem Sultan Süleyman als Verbündeten gegen Venedig gewinnen. Der Konflikt wurde 1405 beendet, indem ihn Venedig als rechtsgültigen Lehnsmann und Bürger der Seerepublik akzeptierte. Nachdem 1416 ein osmanisches Heer Attika verwüstet hatte, unterwarf sich Antonio der türkischen Oberherrschaft.
Antonio war der am längsten regierende Herzog von Athen. Unter der harten Hand des Sultans verlief seine Herrschaft weitgehend friedlich, was einen gewissen Aufschwung des Handels, besonders mit Florenz, und der Kultur in Athen ermöglichte. Nur 1423 musste er sich an einem Kriegszug der Osmanen gegen Morea beteiligen. Der Geschichtsschreiber Laonikos Chalkokondyles würdigte Antonio als weisen und freigiebigen Herrscher.
Antonio starb im Sommer 1435 nach einem Schlaganfall. Er war nacheinander mit zwei Griechinnen verheiratet. Die zweite Frau war Maria Melissena, eine Nachkommin des Eroberers von Konstantinopel aus dem Jahr 1261. Sie versuchte nach dem Tod ihres Mannes mit der Hilfe der Familie Chalkokondyles, die Erbfolge nach ihrem Sinn zu gestalten, unter Ausschluss der restlichen Acciaiuoli-Familie. Nachdem dies gescheitert war, wurde Chalkokondyles aus Athen verbannt.